# Vanessa hippomene
Vanessa hippomene is een vlinder uit de familie van de Nymphalidae. De wetenschappelijke naam van de soort is als Hypanartia hippomene voorgesteld door Jacob Hübner in een publicatie uit 1823.

## Verspreiding
Deze soort komt voor in de bossen van Zuid-Afrika en Eswatini.

## Waardplanten
De rups leeft op soorten van de brandnetelfamilie (Urticaceae), waaronder Didymodoxa caffra (Thunb.) Friis & Wilmot-Dear, Didymodoxa capensis (L.f.) Friis & Wilmot-Dear, Laportea peduncularis (Wedd.) Chew en Pouzolzia parasitica (Forssk.) Schweinf..